# Проектор (математика)

На этом рисунке преобразование является ортогональной проекцией на прямую.

В линейной алгебре и функциональном анализе линейный оператор {\displaystyle P}, действующий в линейном пространстве, называется прое́ктором (а также опера́тором проеци́рования и проекцио́нным опера́тором), если {\displaystyle P^{2}=P}. Такой оператор называют идемпотентным.
Несмотря на свою абстрактность, это определение обобщает идею построения геометрической проекции.
В качестве определения можно использовать следующее свойство проектора: линейный оператор {\displaystyle P:X\to X} является проектором тогда и только тогда, когда существуют такие подпространства {\displaystyle U} и {\displaystyle V} пространства {\displaystyle X}, что {\displaystyle X} раскладывается в их прямую сумму, и при этом для любой пары элементов {\displaystyle u\in U,\ v\in V} имеем {\displaystyle P(u+v)=u}. Подпространства {\displaystyle U} и {\displaystyle V} — соответственно образ {\displaystyle P(U\oplus V)=U} и ядро {\displaystyle P^{-1}(0)=V} проектора {\displaystyle P}, и обозначаются соответственно {\displaystyle \mathrm {Im} P} и {\displaystyle \mathrm {Ker} P}.
В общем случае, разложение линейного пространства в прямую сумму не единственно. Поэтому, для подпространства {\displaystyle V} пространства {\displaystyle X}, вообще говоря, существует много проекторов, образ или ядро которых совпадает с {\displaystyle V}.

## Свойства проекционных операторов
- Пусть {\displaystyle I} — тождественный оператор. Если {\displaystyle P} — проектор, то {\displaystyle I-P} тоже проектор, причём {\displaystyle \mathrm {Ker} {(I-P)}=\mathrm {Im} {P}} и  {\displaystyle \mathrm {Im} {(I-P)}=\mathrm {Ker} P}.
- В конечномерном нормированном пространстве все проекционные операторы непрерывны.
- Для банахова же пространства проекционный оператор будет непрерывным, если его образ замкнут, при этом ядро проектора тоже окажется замкнутым. Таким образом, непрерывный проектор задаёт разложение пространства в прямую сумму замкнутых подпространств: {\displaystyle X=\mathrm {Ker} P\oplus \mathrm {Im} \,P}.
- Собственными значениями проектора могут быть только 0 и 1. Соответствующими собственными подпространствами проектора будут его ядро и образ.

## Комбинации проекторов
Пусть {\displaystyle P_{1}} и {\displaystyle P_{2}} — проекторы, заданные на векторном пространстве {\displaystyle X}, и проецирующие на подпространства {\displaystyle M_{1}} и {\displaystyle M_{2}} соответственно. Тогда
- {\displaystyle P_{1}+P_{2}} — проектор на подпространстве {\displaystyle M_{1}\oplus M_{2}}, в том и только том случае, когда {\displaystyle P_{1}P_{2}=P_{2}P_{1}=0}.
- {\displaystyle P_{1}-P_{2}} является проектором тогда и только тогда, когда {\displaystyle P_{1}P_{2}=P_{2}P_{1}=P_{2}}. {\displaystyle P_{1}-P_{2}} проецирует на подпространство {\displaystyle M_{1}\cap (X\ominus M_{2})}.
- Если {\displaystyle P_{1}P_{2}=P_{2}P_{1}=P}, то {\displaystyle P} — проектор на подпространство {\displaystyle M_{1}\cap M_{2}}.

## Примеры
- Ортогональная проекция (см. ниже) точек {\displaystyle (x,y,z)} пространства {\displaystyle R^{3}} на плоскость {\displaystyle Oxy} задаётся матрицей

{\displaystyle P={\begin{bmatrix}1&0&0\\0&1&0\\0&0&0\end{bmatrix}}.}
Действует на точки она следующим образом:
{\displaystyle P{\begin{pmatrix}x\\y\\z\end{pmatrix}}={\begin{pmatrix}x\\y\\0\end{pmatrix}}}

Преобразование T является косоугольной проекцией вдоль k на прямую m. U=m и V=k.

- Простейший неортогональный проектор осуществляет косоугольную проекцию точек плоскости на прямую. Он задаётся матрицей:

{\displaystyle P={\begin{bmatrix}0&0\\\alpha &1\end{bmatrix}}.}
Легко показать, что это действительно проектор:
{\displaystyle P^{2}={\begin{bmatrix}0&0\\\alpha &1\end{bmatrix}}{\begin{bmatrix}0&0\\\alpha &1\end{bmatrix}}={\begin{bmatrix}0&0\\\alpha &1\end{bmatrix}}=P.}
Проекция, задаваемая {\displaystyle P}, ортогональна, тогда и только тогда, когда {\displaystyle \alpha =0}.

## Ортогональный проектор
Если пространство {\displaystyle X} — гильбертово, то есть обладает скалярным произведением (а значит и понятием ортогональности), то можно ввести понятие ортогонального проектора.
Ортогональный проектор — это частный случай проектора, когда выше упомянутые подпространства {\displaystyle U} и {\displaystyle V} ортогональны друг другу, иными словами, когда {\displaystyle \forall u\in U,\forall v\in V} {\displaystyle (u,v)=0}, или {\displaystyle u\cdot v=0}, или {\displaystyle u\perp v=0}.
В этом случае проекция элемента {\displaystyle x\in X} является ближайшим к нему элементом пространства {\displaystyle U}.